# 金原瞳
金原瞳（金原ひとみ，かねはら ひとみ，或譯為「金原睛」，1983年8月8日—），日本小說家，出生於日本東京都，其父為兒童文學學者金原瑞人。

## 作家
文化学院高等課程中退學。小学6年級時、金原瞳與父親居住在舊金山1年。
金原瞳12歳時開始創作小說。15歳時曾割腕自殺。中学3年生時、金原瞳參加父親在法政大學講座。
2003年、金原瞳以「蛇信與舌環」獲得第27回昴文学獎。2004年、金原瞳以小说《蛇信與舌環》與綿矢莉莎共同獲得第130屆芥川賞。翌年，金原瞳與集英社編集結婚。金原瞳的長女出生。
2010年、金原瞳以短編「夏旅」入圍川端康成文学賞最終候補。金原瞳以小説「トリップ・トラップ」獲得第27回織田作之助賞。
2011年、金原瞳擔心放射能汚染，移居至岡山縣，次女出生。金原瞳之後移居法國。
2012年、金原瞳以「マザーズ」獲得第22回Bunkamuraドゥマゴ文学賞。

## 作品
- 2003年12月《蛇信與舌環》（蛇にピアス）
- 2005年7月《AMEBIC》
- 2006年7月《オートフィクション》